# Copa Centreamericana de la CONCACAF
La Copa Centreamericana de la CONCACAF (en anglès: CONCACAF Central American Cup) és una competició futbolística anual organitzada per la CONCACAF. És disputada per clubs d'Amèrica Central i serveix com a classificació per a la Copa de Campions de la CONCACAF.
El 21 de setembre de 2021 la CONCACAF anuncià plans per expandir la Lliga de la CONCACAF de futbol de 16 a 27 equips, començant el 2024. Com a part d'aquesta reestructuració, les competicions regionals de Nord-amèrica, Amèrica Central i Carib també es reestructuraren. Així el 2023 la Copa Centreamericana de la CONCACAF reemplaçà la CONCACAF League com a únic mètode de classificació per a la Copa de Campions de la CONCACAF per a equips d'Amèrica Central.
Resum dels principals campionats de la CONCACAF de clubs:
| Continentals | Continentals                                                                                        | Continentals                                                                                    |
| --- | --------------------------------------------------------------------------------------------------- | ----------------------------------------------------------------------------------------------- |
| Campionat de la CCCF (1959-1961) Lliga/Copa de Campions (1962-avui) Recopa de la CONCACAF (1991-1998) Copa Gegants de la CONCACAF (2001) | |                                                                                                 |
| Amèrica del Nord | Amèrica Central                                                                                     | Carib                                                                                           |
| Superlliga Nord-americana (2007-2010) Campeones Cup (2018-avui) Leagues Cup (2019-avui)                                                  | Copa Interclubs UNCAF (1971-2007) Lliga de la CONCACAF (2017-2022) Copa Centreamericana (2023-avui) | Campionat de clubs CFU (1997-2022) Caribbean Club Shield (2018-avui) Copa del Carib (2023-avui) |

## Format
El torneig s'estructurà en una fase de grups i una fase eliminatòria. Durant la fase de grups, els 20 equips es dividiren en quatre grups de cinc. Els dos primers equips de cada grup passen a la fase eliminatòria. La fase eliminatòria consta de quatre rondes més una ronda de play-in per als perdedors dels quarts de final.
Els quatre guanyadors de quarts de final i dos del play-in es classifiquen per la Copa de Campions de la CONCACAF.
Els 20 equips participants són:
- 3 clubs de  Costa Rica
- 3 clubs de  El Salvador
- 3 clubs de  Guatemala
- 3 clubs de [[Fitxer:|22x20px|border |alt=Hondures|link=Hondures]] Hondures
- 3 clubs de  Panamà
- 2 clubs de  Nicaragua
- 1 club de  Belize
- 2 places extra per diversos criteris.[4][5]

## Historial
| Any  | Campió      | Resultat | Finalista   |
| ---- | ----------- | -------- | ----------- |
| 2023 | Alajuelense | 3-0, 1-1 | Real Estelí |
| 2024 | Alajuelense | 1-1, 2-1 | Real Estelí |